# Trichacis arizonensis
Trichacis arizonensis är en nearktisk stekel som beskrevs 1893 av William Harris Ashmead. Arten ingår i släktet Trichacis och familjen gallmyggesteklar. Inga underarter finns listade i Catalogue of Life.